# Liste der Baudenkmäler in Hülser Berg
Die Liste der Baudenkmäler in Hülser Berg enthält die denkmalgeschützten Bauwerke auf dem Gebiet von Krefeld-Hülser Berg, Stadtbezirk Hüls, in Nordrhein-Westfalen (Stand: April 2020). Diese Baudenkmäler sind in der Denkmalliste der Stadt Krefeld eingetragen; Grundlage für die Aufnahme ist das Denkmalschutzgesetz Nordrhein-Westfalen (DSchG NRW).

| Bild           | Bezeichnung       | Lage                | Beschreibung | Bauzeit   | Eingetragen seit | Denkmal- nummer |
| -------------- | ----------------- | ------------------- | --- | --------- | ---------------- | --------------- |
| weitere Bilder | Grenzstein        | Flünnertzdyk Karte  | Nach der Schlichtung von Streitigkeiten zwischen dem Königreich Preußen und dem Kurfürstentum Köln wurde die Grenze im Jahr 1726 durch vierzehn „neu eingesetzte steinerne Pfähle“ gesichert, von denen heute noch neun dieser Grenzsteine erhalten sind. Sie markieren die Grenze der Herrlichkeit Krefeld von der Glockenspitz über Schützenhof bis Schicksbaum. Auf der Stirnseite findet sich das Moerser Wappen und (darunter) der Schriftzug „Crevelt“, auf der Rückseite das kurkölnische Wappen und (darunter) der Schriftzug „Kempen“. Auf den anderen Seiten findet sich die Jahreszahl „1726“ und die laufende Nummer des Grenzsteins. | 1726      |                  | 605             |
| weitere Bilder | Krefelder Sprudel | Sprudeldyk 12 Karte | | 1891      |                  | 198             |
|                |                   | Talring 1, 3 Karte  | |           |                  | 843             |
|                |                   | Talring 5, 7 Karte  | |           |                  | 844             |
|                |                   | Talring 9, 11 Karte | |           |                  | 845             |
|                |                   | Talring 36 Karte    | |           |                  | 846             |
|                |                   | Talring 38 Karte    | |           |                  | 847             |
|                |                   | Talring 40 Karte    | |           |                  | 848             |
|                |                   | Talring 42 Karte    | |           |                  | 849             |
|                |                   | Talring 44 Karte    | |           |                  | 850             |
|                |                   | Talring 46 Karte    | |           |                  | 851             |
|                |                   | Talring 48 Karte    | |           |                  | 852             |
|                |                   | Talring 50 Karte    | |           |                  | 853             |
|                |                   | Talring 55 Karte    | Hinweis für den Bebilderer: Die Baudenkmäler Talring 55–61 sind nicht von der Straße einzusehen, Bilder der Baudenkmäler sind – lt. der Eigentümerin – ausdrücklich nicht erwünscht. |           |                  | 854             |
|                |                   | Talring 57 Karte    | s. Hinweis zu Talring 55 |           |                  | 855             |
|                |                   | Talring 59 Karte    | s. Hinweis zu Talring 55 |           |                  | 856             |
|                |                   | Talring 61 Karte    | s. Hinweis zu Talring 55 |           |                  | 857             |
| Haus Heusgen   | Haus Heusgen      | Talring 153 Karte   | | 1932–1933 |                  | 899             |